# VUC Himmerland
HF & VUC Nordjylland - Himmerland er et uddannelsescenter i Himmerland med afdelinger i Hobro, Aars og Hadsund. Skolen er en del af HF & VUC Nordjylland der også har afdelinger i Aalborg, Frederikshavn, Hjørring, Aabybro, Brovst og Hirtshals.
Lige som mange andre VUC-skoler er der flere uddannelser beliggende på skolen. Der i blandt OBU, FVU, AVU og HF.

## Afdelinger
- Aars: Jyllandsgade 50b, Aars
- Hobro: Amerikavej 5a, Hobro
- Hadsund: Tempovej 1, Hadsund

## Eksterne kilder og henvisninger
- HF & VUC Nordjylland - Himmerlands websted Arkiveret 20. september 2014 hos  Wayback Machine

| Skole | Spire Denne artikel om en skole, en uddannelsesinstitution eller uddannelse er en spire som bør udbygges. Du er velkommen til at hjælpe Wikipedia ved at udvide den. |

|  | Denne artikel om en bygning eller et bygningsværk kan blive bedre, hvis der indsættes et (bedre) billede. Du kan hjælpe ved at afsøge Wikimedia Commons for et passende billede eller lægge et op på Wikimedia Commons med en af de tilladte licenser og indsætte det i artiklen. |

|  | Denne artikel kan blive bedre, hvis der indsættes geografiske koordinater Denne artikel omhandler et emne, som har en geografisk lokation. Du kan hjælpe ved at indsætte koordinater i wikidata. |